# جوستين وينغيت
جوستين وينغيت (بالإنجليزية: Heath Wingate)‏ هو لاعب كرة قدم أمريكية أمريكي، ولد في 5 ديسمبر 1944 في توليدو في الولايات المتحدة.

## وصلات خارجية
- جوستين وينغيت على موقع مرجع كرة القدم المحترفة.كوم (الإنجليزية)